# Galderic Verdaguer
Galderic Verdaguer, sovint grafiat Galdric Verdaguer (Bulaternera, 15 de setembre del 1842 – Versalles, 22 de febrer del 1872) fou un militar català, sergent de la Guàrdia Nacional francesa. Fou un dels protagonistes de la insurrecció del 10 de març del 1871, que portà a la constitució de la Comuna de París.

## Biografia

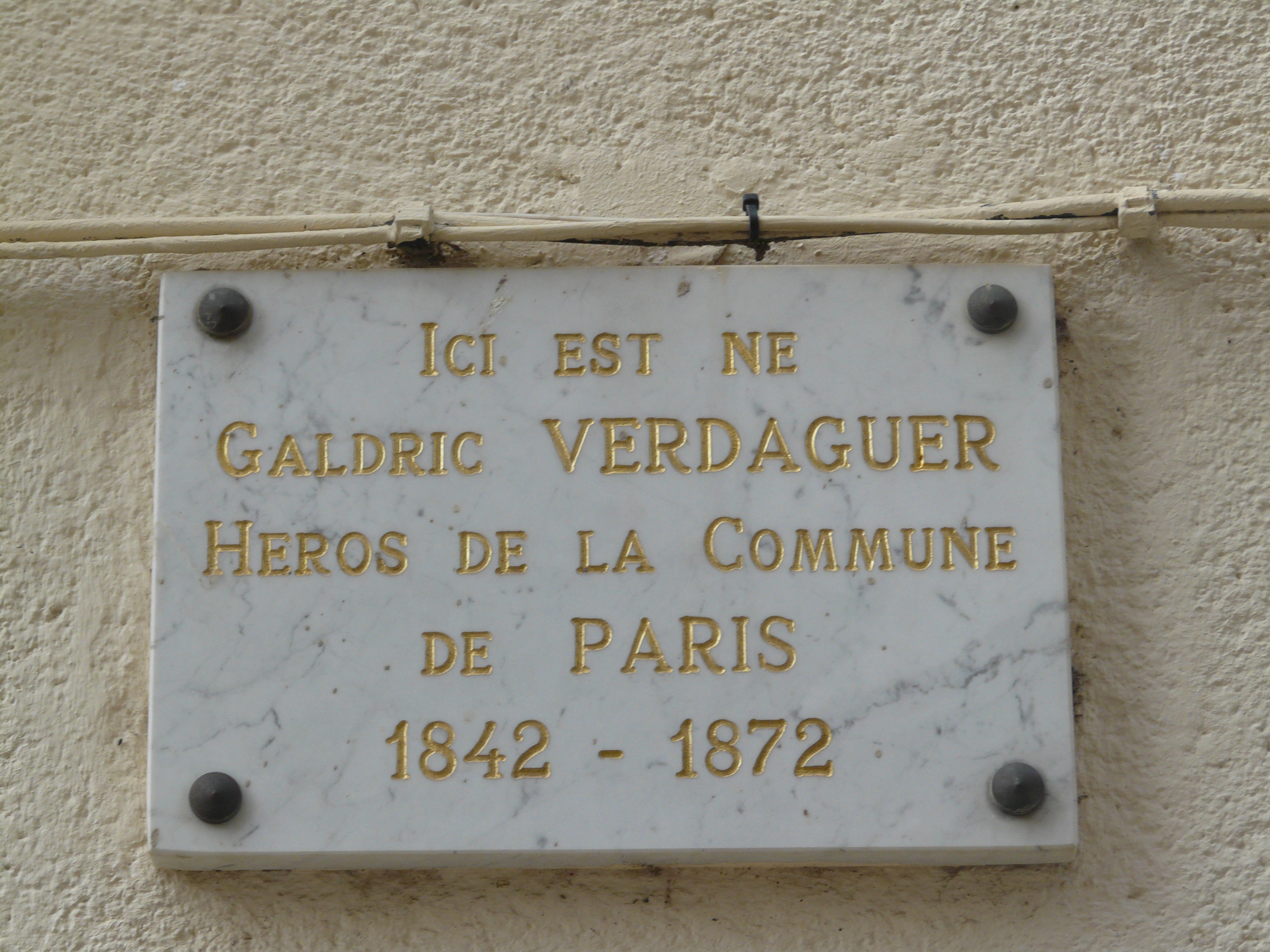
Placa a la casa natal de Galderic Verdaguer, a Bulaternera

Nascut en una família de teixidors, l'any 1859 s'allistà a l'exèrcit francès i prestà servei a Algèria. Donat de baixa el 1866, visqué a Toló, on es casà i treballà com a obrer dels ferrocarrils. Fou reclutat de nou el 1870 per a lluitar a la Guerra francoprussiana, amb el grau de sergent del 88è regiment d'infanteria, estacionat a París.
El matí del 18 de març del 1871, el govern d'Adolphe Thiers manà el regiment que es fes càrrec de les peces d'artilleria custodiades a Montmartre per la Guàrdia Nacional de París. El general Claude Lecomte, responsable de l'operació, davant l'oposició de guàrdies i centenars de ciutadans parisencs, ordenà que es disparés, però Verdaguer s'hi oposà, ordenant a la vegada que baixessin els fusells i arrestessin el general qui, traslladat a la seu del Comitè de Vigilància del 18è districte de París, fou afusellat poques hores després pels seus mateixos soldats.
Verdaguer participà en la Comuna, comandant el 91è batalló de la Guàrdia Nacional i lluitant fins a la Setmana de la Sang, després de la qual fou arrestat per les forces de Versalles. Processat per una cort marcial, el 18 de novembre del 1871 fou condemnat a mort i afusellat al camp militar de Satory, a Versalles, el 22 de febrer del 1872.